# Ніколь Ель Каруї
Ніколь Ель Каруї (фр. Nicole El Karoui, народилася 29 травня 1944 року в Парижі) — французька математикиня і новаторка у галузі розвитку фінансової математики. Вона вважається однією із найдіяльніших математиків, які почали інтенсивно просувати фінансову математику у Франції і навчили цій дисципліні багатьох інженерів та вчених.
Зокрема, курси, які вона проводить, вважаються найпрестижнішими в цій області. На даний момент вона є професоркою прикладної математики в Університеті П'єра і Марії Кюрі, раніше вона обіймала цю посаду в Політехнічній Школі. Її дослідження присвячені застосуванню імовірнісного методу і стохастичних диференціальних рівнянь у моделюванні фінансового ринку та управлінні ризиками.

## Викладання
Репутація курсів професорки Ель Каруї настільки висока, що Wall Street Journal висловлює таку думку: мабуть, занадто багато її учнів займають високі позиції, що передбачають володіння похідними фінансовими інструментами. Вона, Марк Йор і Жиль Пажес керують курсом підвищеної підготовки за програмою «Імовірність і фінанси», який проводиться спільно Політехнічною Школою і Університетом П'єра і Марії Кюрі (Париж 6). Ця програма, зазвичай звана «DEA El Karoui», є однією з найпрестижніших програм за кількісними фінансами в світі і найпрестижнішій у Франції. Програму проходить 60-70 слухачів на рік, більшість з них — з Вищих шкіл та університетів Франції.
Її учні високо котируються в області кількісних фінансів. Щороку майже всі інвестиційні банки Лондона і Парижа проводять презентації і беруть на роботу багатьох учнів з її групи. В інтерв'ю Wall Street Journal знаменитий математик Рама Конт називає диплом з ім'ям Ніколь Ель Каруї «чарівним словом, який відкриває двері для молоді».

## Вибрані публікації
- El Karoui, Nicole (1981). Les Aspects Probabilistes Du Controle Stochastique. Т. 876. с. 73—238. doi:10.1007/BFb0097499. ISBN 978-3-540-10860-3. {{cite book}}: Проігноровано |journal= (довідка)
- El Karoui, Nicole; Quenez, Marie-Claire (1995). Dynamic Programming and Pricing of Contingent Claims in an Incomplete Market. SIAM J. Control Optim. 33: 29—66. doi:10.1137/S0363012992232579.
- El Karoui, Nicole; Quenez, Marie-Claire; Peng, Shige (1997). Backward Stochastic Differential Equations in Finance. Mathematical Finance. 7: 1—71. doi:10.1111/1467-9965.00022.
- El Karoui, Nicole; Geman, Helyette; Rochet, Jean-Charles (1995). Changes of Numeraire, Changes of Probability Measure and Option Pricing. Journal of Applied Probability. 32 (2): 443—458. doi:10.2307/3215299. JSTOR 3215299.

- Constrained optimization with respect to stochastic dominance: applications to portfolio insurance. (with S Hamadene)[9]

## Нагороди
Професорка Ель Каруї є кавалером ордена Почесного Легіону, вищої нагороди у Франції.